# پنتابوران
پنتابوران (به انگلیسی: Pentaborane) با فرمول شیمیایی B۵H۹ یک ترکیب شیمیایی است. که جرم مولی آن 63.12 g/mol می‌باشد. شکل ظاهری این ترکیب، مایع بی‌رنگ تند است.